# 증산초등학교 (경북)
증산초등학교는 대한민국 경상북도 김천시 증산면 유성리에 있는 공립 초등학교다.

## 학교 연혁
- 1928년 9월 2일 증산공립보통학교(4년제) 개교
- 1932년 2월 25일 제1회 졸업(21명)
- 1938년 4월 1일 증산공립심상소학교로 개칭
- 1940년 4월 1일 6년제로 개편
- 1941년 4월 1일 증산공립국민학교로 개칭
- 1963년 6월 30일 수도분교 설치 인가
- 1981년 3월 10일 병설유치원 개원
- 1990년 3월 1일 남곡분교장 편입
- 1992년 3월 1일 수도분교장 폐교
- 1993년 3월 1일 장전분교장 편입, 남곡분교장 폐교
- 1995년 3월 1일 장전분교장 폐교
- 1996년 3월 1일 증산초등학교로 교명 개칭
- 2013년 3월 1일 제35대 서옥선 교장 부임
- 2015년 2월 13일 제83회 졸업식(졸업생 2,365명)
- 2015년 3월 1일 4학급 편성, 병설유치원 1학급
- 2016년 3월 1일 제37대 하헌택 교장 부임
- 2017년 2월 14일 제85회 졸업식(졸업생 2,370명)

## 참고 자료
- 증산초등학교 - 한국교육학술정보원 학교알리미